# Tinée
De Tinée is een Franse rivier in het departement Alpes-Maritimes. Zij is 75 km lang en is de belangrijkste linkerzijrivier van de Var.
De Tinée is een typische Alpenrivier, relatief klein, maar met hevige stroming. De rivier stroomt door:
- Saint-Étienne-de-Tinée
- Isola
- Saint-Sauveur-sur-Tinée
- Rimplas
- Clans
- Tournefort
- Utelle
- Marie

Op meerdere plaatsen wordt het water via drukleidingen afgeleid voor elektriciteitsproductie.
De naam van de rivier wordt ook gebruikt voor de vallei waar ze doorstroomt. De bewoners van de vallei worden "Tinéens" genoemd. Voorbij deze vallei stroomt de rivier door de Gorges de Valabres, een bergkloof in Mercantour. Voorbij de Gorges de la Mescla mondt de Tinée uit in de Var.
- Gemeinsame Normdatei: 4288585-1
- Système universitaire de documentation: 027417832
- Virtual International Authority File: 5605148574358724430007